# 反人口販運聯盟
反人口販運聯盟，臺灣非政府組織。該組織在2006年由三個婦女團體發起，并於次年（2007年）正式開始運作。目前共有11個民間團體加入。

## 言論
該組織曾經在2010年8月3日批評中華民國（臺灣）勞委會與司法院“在人口販運被害人保護工作上原地踏步、相關案件審理冗長、法官素養不夠。”